# Zelena knjiga
Zelena knjiga (angleško Green Book) je ameriški biografski komično-dramski film iz leta 2018, ki ga je režiral Peter Farrelly. Dogajanje je postavljeno v leto 1962 in temelji na resnični zgodbi o turneji temnopoltega klasičnega in jazzovskega pianista Dona Shirleyja in italijansko-ameriškega redarja Franka »Tonyja Lipa« Vallelonge, ki je delal kot Shirleyjev voznik in telesni stražar, po ameriškem globokem jugu. Scenarij so napisali Farrelly, Brian Hayes Currie in Vallelongov sin Nick Vallelonga ter temelji na intervjujih njegovega očeta in Shirleyja ter pismih, ki jih je njegov oče poslal materi. Naslov filma se nanaša na vodnik za temnopolte ameriške popotnike Victorja Huga Greena The Negro Motorist Green Book iz sredine 20. stoletja.
Film je bil premierno prikazan 11. septembra 2018 na Mednarodnem filmskem festivalu v Torontu, kjer je osvojil nagrado občinstva, v ameriških kinematografih pa 16. novembra. Naletel je na dobre ocene kritikov in prinesel več kot 328 milijonov USD prihodkov po svetu. Na 91. podelitvi je bil nominiran za oskarja v petih kategorijah, nagrajen je bil za najboljši film, stranskega igralca (Ali) in izvirni scenarij, nominiran pa je bil še za najboljšega igralca (Mortensen) in montažo. Nominiran je bil tudi za pet zlatih globusov, od katerih je bil nagrajen za najboljši glasbeni ali komični film, stranskega igralca (Ali) in scenarij, ter štiri nagrade BAFTA, od katerih je nagrado prejel Mortensen za najboljšega igralca.

## Vloge
- Viggo Mortensen kot Tony Lip
- Mahershala Ali kot dr. Don Shirley
- Linda Cardellini kot Dolores
- Sebastian Maniscalco kot Johnny Venere
- Dimiter Marinov kot Oleg
- Mike Hatton kot George
- P. J. Byrne kot direktor založbe
- Joseph Cortese kot Gio Loscudo